# Shim Eun-kyung
Shim Eun-kyung (n. 31 de mayo de 1994) es una actriz surcoreana. Protagonizó las exitosas películas de cine Sunny (2011), Miss Granny (2014) y Fabricated City (2017),  e igualmente participó en televisión en la reconocida serie Naeil's Cantabile (2014).

## Carrera
Shim debutó a los 9 años en la serie The Woman Who Wants to Marry, y posteriormente en su carrera fue una de las mejores actrices infantiles de su generación. Shim ganó atención por su papel de niña abusada sexualmente en la cinta de horror Hansel and Gretel, y sus actuaciones en series de TV tales como Hwang Jini, The Legend, Women of the Sun, y The Great Merchant; la crítica señalaba que Shim no deslucía frente a su contraparte adulta.
En 2011, dio exitosamente el paso hacia personajes protagónicos con Sunny. que se distingue por su recreación de detalles de la época de 1980, así como los diálogos y actuaciones del elenco, la película compartió la creencia común de que aquellas cintas centradas en historias femeninas no alcanzan niveles exitosos en taquilla. Pero apelando a un amplio grupo de edades, Sunny' obtuvo éxito total vendiendo más de 7 millones de entradas. El Director Kang Hyeong-cheol describió a Shim como "alguien quien ya esta completa como actriz. "
Otros de sus personajes destacados incluyen a una chica atrapada en medio de la guerra de Corea en la comedia negra Kyung-sook, Kyung-sook's Father (también conocida como My Dad Loves Trouble), la chica con habilidades sobrenaturales en la película Living Death (también titulada Possessed), una chica depresiva en The Quiz Show Scandal, o una cortesana en la película Masquerade.
En la comedia Miss Granny de 2014, Shim actuó como una anciana de 70 años que mágicamente se encuentra de regreso en sus 20 años. Shim se refirió a la película como, "cercana a mi corazón" por ser su primer protagónico como actriz adulta. Con 8.65 millones de entradas vendidas Sunny' probó las habilidades de Shim en el cine. Ella también ganó el Premio a Mejor actor en el Chunsa Film Art Awards, el Baeksang Arts Awards, el Director's Cut Awards, y el Buil Film Awards.
Su siguiente protagónico fue como la excéntrica pianista heroína en Naeil's Cantabile, drama coreano adaptación del manga japonés Nodame Cantabile. De cualquier forma la serie fue un desastre crítica y comercialmente, y Shin fue criticada por su actuación en la serie.
Shin regresó a las películas, protagonizando la precuela animada Seoul Station dirigida por Yeon Sang-ho, el thriller de venganza Missing You, y Queen of Walking, a la cual Shim llamó "un punto de regreso en su carrera". En 2017, protagonizó junto a Ji Chang-wook el thriller de acción Fabricated City y junto a Choi Min-shik en la película de elecciones The Mayor. Sus próximas películas incluyen Marital Harmony; y el thriller sobre natural Psychokinesis.
En octubre de 2019 se anunció que se había unido al elenco de la serie Money Game donde dará vida a Lee Hye-joon, una recién nombrada oficial de la Comisión de Servicios Financieros que sueña con tener su propio edificio algún día. La serie se espera sea estrenada en el 2020.

## Vida privada
Shim es la hija menor en su familia. Sus pasatiempos son escuchar música, leer y practicar taekwondo. Ella es la baterista de la banda que formó con sus amigos Chick and Candy.
Después de graduarse del Eonbuk Elementary School y del Cheongdam Middle School, en 2010 Shim temporalmente dejó la actuación para mudarse a U.S., explicando, "yo elegí un lugar dónde no hubiera un montón de coreanos y me decidí por un colegio en Pittsburgh. Estudiar es una meta, pero también lo escogí debido a que he crecido física y mentalmente cansada después de actuar desde una edad tan joven" Shim terminó sus estudios en el Professional Children's School en 2013.
Shim grabó un comercial con el roquero Seo Taiji en 2008 e interpretó la versión joven del personaje Sujini de Lee Ji-ah en The Legend, aunque no supo que ellos estaban secretamente casados hasta 2011 cuando ella fue implicada en los rumores sobre ser la hija de Seo y Lee, rumores que ella negó.
Originalmente nominada al Best Actress award del 2011 Grand Bell Awards por su rol en Sunny, Shim públicamente a través de su cuenta de Twitter cuando el comité de premios removió su nombre de la lista de nominadas oficial después de que ella notificó que no podría asistir al evento pues actualmente estaba estudiando en U.S. Ella fue una de los cuatro actores y actrices removidos de la nominación inicial. Shim finalmente ganó el premio a mejor actriz de reparto por su papel en Romantic Heaven; Chun Woo-hee, su compañera en  Sunny, aceptó el honor a nombre de Shim.

## Filmografía

### Cine
| Año  | Título                     | Rol                  | Notas            |
| ---- | -------------------------- | -------------------- | ---------------- |
| 2004 | Thomas An Jung-geun        | Hija de An Jung-geun |                  |
| 2007 | Hansel and Gretel          | Kim Young-hee        |                  |
| 2009 | Possessed                  | So-jin               |                  |
| 2010 | Happy Killers              | Kim Ha-rin           |                  |
| 2010 | The Quiz Show Scandal      | Kim Yeo-na           |                  |
| 2010 | A Night on Earth           |                      | Cortometraje     |
| 2011 | Earth Rep Rolling Stars    | Soo-ji (voz)         | Película animada |
| 2011 | Sunny                      | Im Na-mi joven       |                  |
| 2011 | Romantic Heaven            | Kim Boon-yi joven    |                  |
| 2012 | Masquerade                 | Sa-wol               |                  |
| 2014 | Miss Granny                | Oh Doo-ri            |                  |
| 2016 | Sori: Voice From The Heart | Sori (voz)           |                  |
| 2016 | Missing You                | Hee-joo              |                  |
| 2016 | Train to Busan             |                      | Cameo            |
| 2016 | Seoul Station              | Hija (voz)           | Película animada |
| 2016 | Queen of Walking           | Man-bok              |                  |
| 2017 | Fabricated City            | Yeo-wool             |                  |
| 2017 | The Mayor                  | Park Kyeong          |                  |
| 2017 | Marital Harmony            | Princesa Songhwa     |                  |
| 2018 | Psychokinesis              | Roo-mi               |                  |
| TBA  | Starlight Falls            | Lee Hyun-jung B      | [ 44 ]           |

### Televisión
| Año  | Título                          | Rol                  | Canal | Notas                 | Ref.          |
| 2003 | Dae Jang Geum                   | Saenggaksi           | MBC   |                       |               |
| 2004 | The Woman Who Wants to Marry    | Lee Shin-young joven | MBC   |                       |               |
| 2004 | Jang Gil-san                    | Bong-soon joven      | SBS   |                       |               |
| 2004 | Sweet Buns                      | Han Ka-ran joven     | MBC   |                       |               |
| 2004 | Emperor of the Sea              | Estudiante           | KBS2  | Sin acreditar         |               |
| 2005 | That Summer's Typhoon           | Kang Soo-min joven   | SBS   |                       |               |
| 2005 | Goblins Are Alive               | Ji-won               | KBS2  | Drama City, ep. único |               |
| 2005 | I Love You, My Enemy            | Kim Ga-ram           | SBS   |                       |               |
| 2005 | The Secret Lovers               |                      | MBC   |                       |               |
| 2005 | Lovers in Prague                | Estudiante de hangul | SBS   | Sin acreditar         |               |
| 2006 | 641 Family                      | Jin Dal-rae          | KBS2  |                       |               |
| 2006 | Spring Waltz                    | Song Yi-na joven     | KBS2  |                       |               |
| 2006 | Kkot-nim-yi                     | Kkot-nim-yi          | KBS2  | Drama City, ep. único |               |
| 2006 | Hwang Jini                      | Hwang Jini joven     | KBS2  |                       |               |
| 2007 | The Legend                      | Sujini joven         | MBC   |                       |               |
| 2008 | Women of the Sun                | Shin Do-young joven  | KBS2  |                       |               |
| 2009 | Kyung-sook, Kyung-sook's Father | Jo Kyung-sook        | KBS2  |                       |               |
| 2009 | Tae-hee, Hye-kyo, Ji-hyun       | Shim Eun-kyung       | MBC   |                       |               |
| 2010 | The Great Merchant              | Kim Man-deok joven   | KBS1  |                       |               |
| 2010 | Bad Guy                         | Moon Won-in          | SBS   |                       |               |
| 2014 | Naeil's Cantabile               | Seol Nae-il          | KBS2  |                       |               |
| 2020 | Money Game                      | Lee Hye-joon         | tvN   |                       |               |
| 2025 | Way Back Love                   | Young-hyun           | TVING | Aparición especial    | [ 45 ] [ 46 ] |

### Programas
| Año  | Título      | Notas        | Canal |
| ---- | ----------- | ------------ | ----- |
| 2014 | Running Man | Episodio 186 | SBS   |

## Discografía
| Año  | Canción                    | Álbum                              | Notas                   |
| ---- | -------------------------- | ---------------------------------- | ----------------------- |
| 2008 |                            | Seo Taiji: Record of the 8th - 398 | Narración               |
| 2010 | "Fly High"                 | Happy Killers OST                  | Dueto con Kim Dong-wook |
| 2014 | "If You Go to Los Angeles" | Miss Granny OST                    |                         |
| 2014 | "White Butterfly"          | Miss Granny OST                    |                         |
| 2014 | "Once More"                | Miss Granny OST                    |                         |
| 2014 | "Raindrop"                 | Miss Granny OST                    |                         |
| 2014 | "If You Go to Los Angeles" | Miss Granny OST                    | Dueto con Rose Motel    |

## Premios y nominaciones
| Año  | Premio                                            | Categoría                               | Trabajo nominado                | Resultado | Ref.   |
| ---- | ------------------------------------------------- | --------------------------------------- | ------------------------------- | --------- | ------ |
| 2006 | KBS Drama Awards                                  | Mejor Actriz joven                      | Hwang Jini, Kkot-nim-yi         | Ganadora  |        |
| 2008 | KBS Drama Awards                                  | Mejor Actriz joven                      | Women of the Sun                | Ganadora  |        |
| 2009 | KBS Drama Awards                                  | Mejor Actriz joven                      | Kyung-sook, Kyung-sook's Father | Nom       |        |
| 2010 | 47th Grand Bell Awards                            | Mejor Actriz nueva                      | Happy Killers                   | Nom       |        |
| 2010 | 31st Blue Dragon Film Awards                      | Mejor Actriz nueva                      | The Quiz Show Scandal           | Nom       |        |
| 2011 | 47th Baeksang Arts Awards                         | Mejor Actriz nueva (película)           | Happy Killers                   | Nom       |        |
| 2011 | 48th Grand Bell Awards                            | Mejor Actriz de reparto                 | Romantic Heaven                 | Ganadora  | [ 41 ] |
| 2012 | 48th Baeksang Arts Awards                         | Mejor Actriz (Película)                 | Sunny                           | Nom       |        |
| 2014 | 19th Chunsa Film Art Awards                       | Mejor Actriz                            | Miss Granny                     | Ganadora  | [ 21 ] |
| 2014 | 50th Baeksang Arts Awards                         | Mejor Actriz (película)                 | Miss Granny                     | Ganadora  | [ 22 ] |
| 2014 | 18th Puchon International Fantastic Film Festival | Premio Fantasía                         | [NA]: {{{1}}}                   | Ganadora  | [ 47 ] |
| 2014 | 14th Director's Cut Awards                        | Mejor Actriz                            | Miss Granny                     | Ganadora  | [ 24 ] |
| 2014 | 10th Jecheon International Music & Film Festival  | Mejor Actriz en película musical        | Miss Granny                     | Ganadora  | [ 48 ] |
| 2014 | 23rd Buil Film Awards                             | Mejor Actriz                            | Miss Granny                     | Ganadora  | [ 23 ] |
| 2014 | 51st Grand Bell Awards                            | Mejor Actriz                            | Miss Granny                     | Nom       |        |
| 2014 | 35th Blue Dragon Film Awards                      | Mejor Actriz                            | Miss Granny                     | Nom       |        |
| 2014 | 1st Korean Film Producers Association Awards      | Mejor Actriz                            | Miss Granny                     | Ganadora  |        |
| 2014 | KBS Drama Awards                                  | Premio Excelencia, Actriz de Miniseries | Naeil's Cantabile               | Nom       |        |
| 2015 | 10th Max Movie Awards                             | Mejor Actriz                            | Miss Granny                     | Nom       |        |
| 2015 | 10th Max Movie Awards                             | Mejor Actriz de reparto                 | Miss Granny                     | Nom       |        |
| 2016 | 53rd Grand Bell Awards                            | Mejor Actriz                            | Missing You                     | Nom       |        |